# Henri Blomme
Hendrik (Henri) Blomme (Antwerpen, 5 september 1845 – aldaar, 25 september 1923) was een Belgisch architect, voornamelijk actief in Antwerpen en omgeving.

## Loopbaan
Henri Blomme was de jongere broer van de vermaarde bouwmeester Leonard Blomme.
Hij volgde zijn opleiding aan de Koninklijke Academie voor Schone Kunsten van Antwerpen, waar hij mettertijd zelf leraar werd. Hij gaf onder meer les aan Jan Frans Sel (1862–1933), die later assistent-provinciaal architect werd, in dienst bij Henri's broer Leonard. Henri Blomme was tevens stagebegeleider van de vermaarde Antwerpse architect Jos Bascourt.

## Stijl
Vermits Henri Blomme vaak samenwerkte met zijn broer Leonard, was de stijl van beiden dikwijls gelijklopend. Grosso modo kan gesteld worden dat Henri Blomme voor religieuze bouwwerken meestal de neogotische stijl toegepaste en voor burgerlijke bouwwerken over 't algemeen de neorenaissancestijl. Voor de bouwwerken die hij autonoom ontwierp, waagde hij zich ook aan de eclectische stijl en sporadisch ook wel aan de neo-Lodewijk XIV-stijl.

## Werken

### Autonome ontwerpen

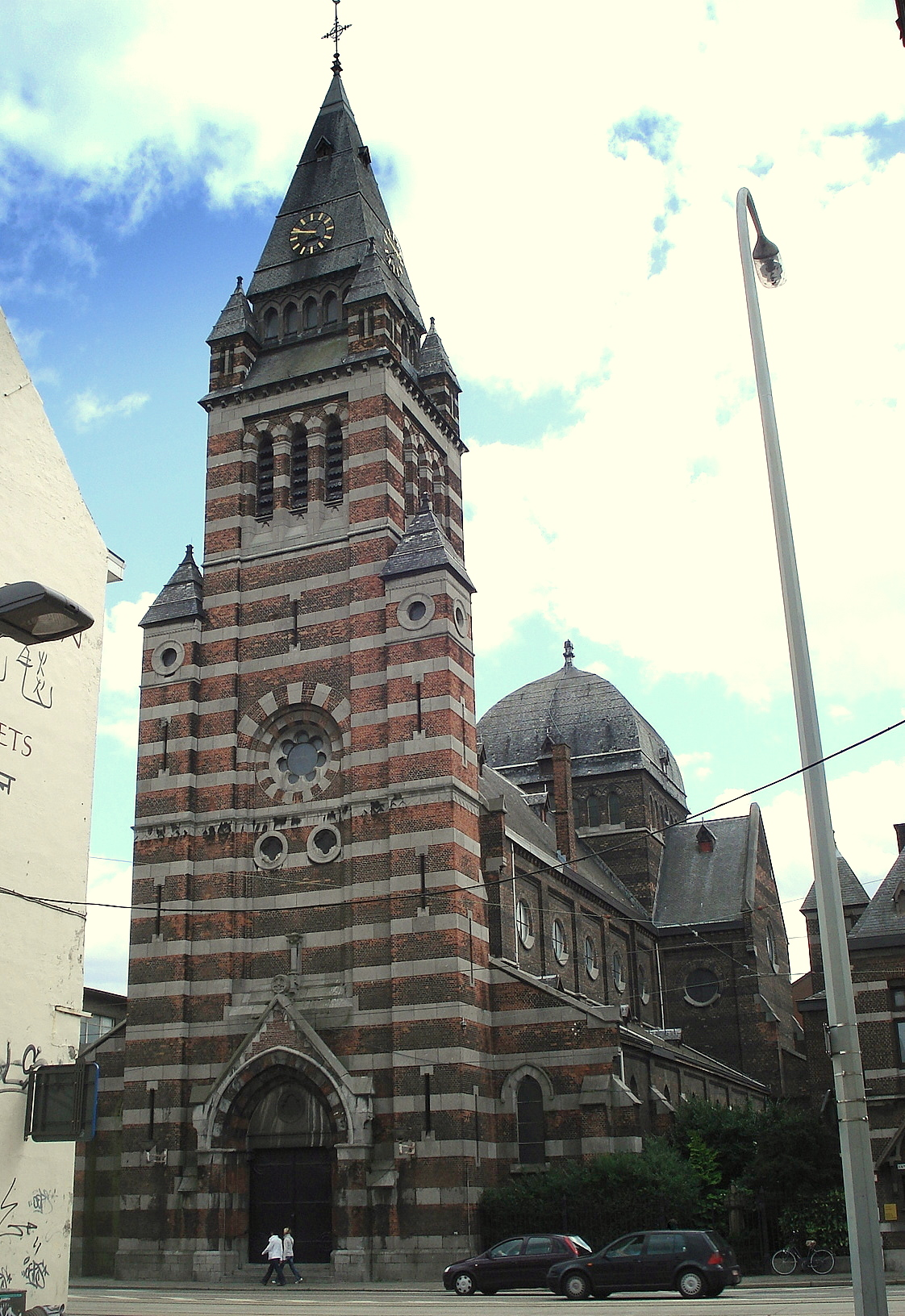
Merksem, Bredabaan 549. Sint-Franciscuskerk (1896)

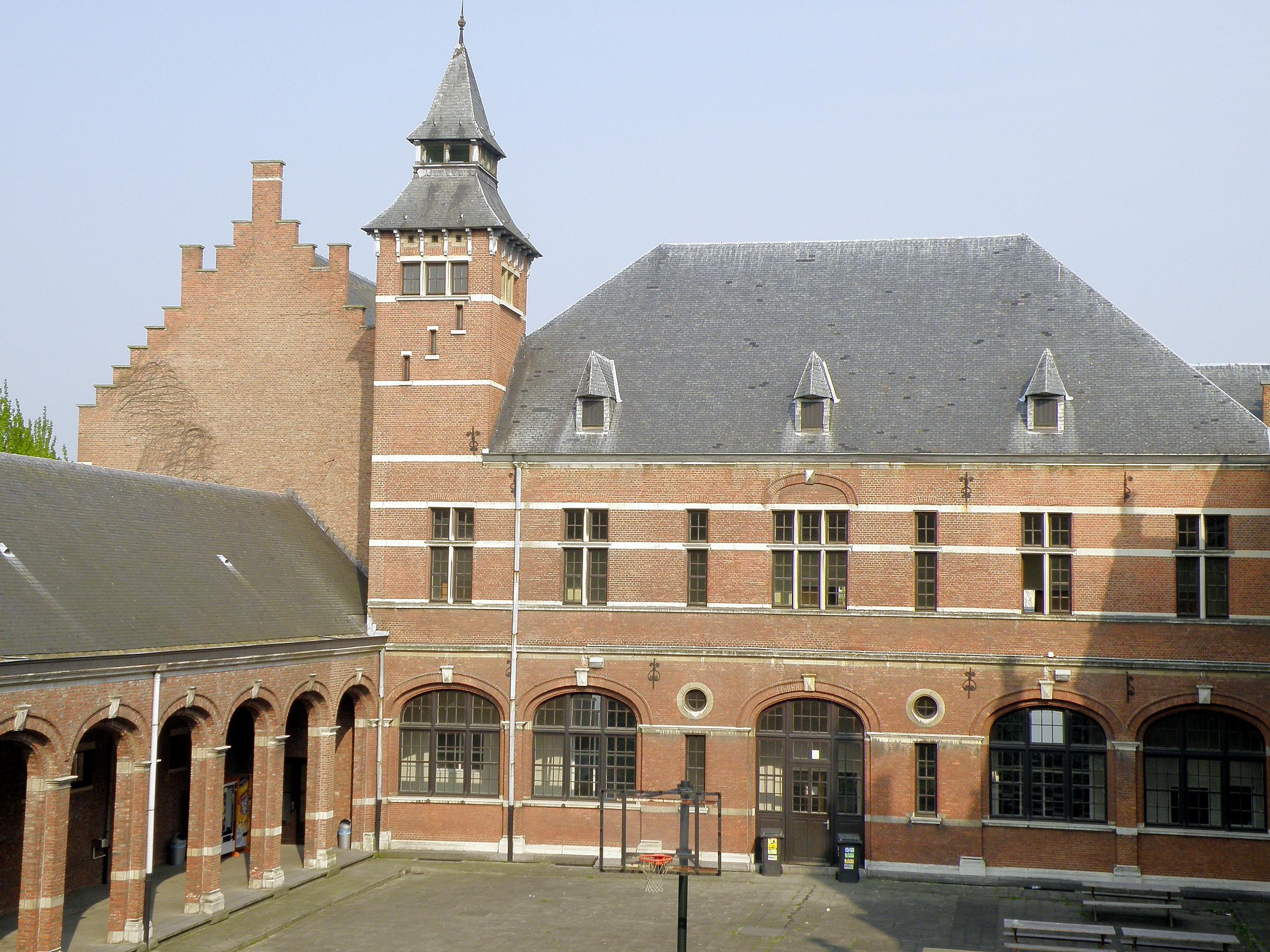
Antwerpen, Durletstraat. Jongensweeshuis (1881)

Henri Blomme verwezenlijkte het volgende:
- Kontich: Vergroting van een jongensschool in neorenaissancestijl, opgetrokken in baksteen en gelegen in de Molenstraat 32. Het oorspronkelijke gebouw, ontworpen door bouwmeester Ferdinand Berckmans (1803–1854), werd in het overlijdensjaar van deze architect voltooid. Het door Henri Blomme in 1862 opgetrokken bouwwerk heeft een gelijkaardige stijl, maar is eenvoudiger en omvat drie traveeën met pilasters.

- Ekeren, Veltwijcklaan 1: Hof Mertens (ook genoemd: de Gulden Poort). Op verzoek van Clément Mertens in 1884 ontworpen door Henri Blomme. Het kasteel was privaat eigendom tot 1920. In dat jaar kocht de gemeente het op, teneinde het achtereenvolgens te benutten als gemeentehuis (1920 tot 1930), vredegerecht (1930 tot 1970) en ten slotte als politiecommissariaat (vanaf 1972). Het betreft een bakstenen bouwwerk met twee niveaus, met vierkant grondplan en opgetrokken in Vlaamse neorenaissancestijl. Voor het lijstwerk, de omkadering van de inhammen (vensters, deuren) enzovoort werd natuursteen gebruikt. Drie gevels vertonen uitsprongen, verhoogd met trapgevels of krulgevels. Het geheel is verfraaid met een polygonale hoektoren en een cirkelvormige toren, en is overdekt met een dak en dakkapellen.

- Merksem, Bredabaan 549: Ten behoeve van een nieuw gestichte parochie "Sint-Franciscus van Assisië" verwezenlijkte Henri Blomme tussen 1893 en 1896 de gelijknamige kerk in eclectische stijl met neo-Byzantijnse invloeden. Voor de versiering van dit bouwwerk werd afwisselend baksteen en natuursteen gebruikt. Het schip bestaat uit drie beuken met een houten overwelving voor de middenbeuk, en bogen met randen voor de zijbeuken. De kruisbeuk heeft één travee, overwelfd door een koepel met kruisribben. Een half cirkelvormige muur sluit het koor af. Links en rechts van de geïntegreerde vierkante westelijke toren (met drie niveaus) staan twee torentjes met een trap. De toren is bedekt met een piramidespits, die op zijn beurt begrensd is door vier hoektorentjes. Aan de voet van de toren bevindt zich een verhoogd inkomportaal. De inhammen zijn rond of met een spitsboog. Het neogotisch meubilair dateert van 1902.
De aan de kerk grenzende pastorie werd in 1893 in een gelijkaardige stijl door Blomme ontworpen: eclectisch met neogotische invloeden, met afwisselend gebruik van baksteen en natuursteen voor de horizontale gevelboorden. De inhammen zijn rechthoekig of met een lichte boog. Het gebouw omvat drie traveeën met twee niveaus. De middelste travee springt lichtjes vooruit, en eindigt op een puntgevel met schilddak.

- Brasschaat, Van Hemelrijcklei 90: Het voormalige hospitaal (thans rust- en verzorgingstehuis) dateert van 1897. Het hoofdgebouw heeft een symmetrische structuur en twee niveaus. De gevel aan de straatkant (met dakgoot) is opgebouwd uit bakstenen en heeft stenen ornamenten die in de breedte over tien traveeën ontplooid zijn. De twee middelste traveeën monden uit in een verhoogde spitsgevel en de twee uitersten vormen een hoek naar achter.
Links van dit gebouw ziet men een kapel in baksteen die thans dienst doet als tentoonstellingsruimte. Ze is in hoofdzaak rechthoekig opgetrokken en is verfraaid met neogotische sierbanden in natuursteen. Het schip van deze kapel omvat vier traveeën, afgebakend met uitlopers en steunpunten. Het eindigt in een driezijdig koor. Aangrenzend ziet men een kleine veelhoekige klokkentoren, bedekt met een dak van latten en leien.

- Antwerpen, Lange Gasthuisstraat 28: burgerhuis in Lodewijk XIV-stijl, ontworpen in 1907. Dit gebouw vertoont een zandstenen gevel met dakgoot, met vier traveeën en drie niveaus. De gelijkvloerse verdieping is enigszins opgehoogd ingevolge de aanwezigheid van een verhoogde kelderverdieping met ventilatieopeningen. De toegangstravee aan de rechterkant springt licht vooruit en bevat een rijkelijk versierde toegangsdeur onder een halfronde boog. Op de eerste verdieping treft men een balkon aan, evenals rechthoekige ramen. De ramen op de tweede verdieping torsen een lichte boog.

### In samenwerking met zijn broer Leonard

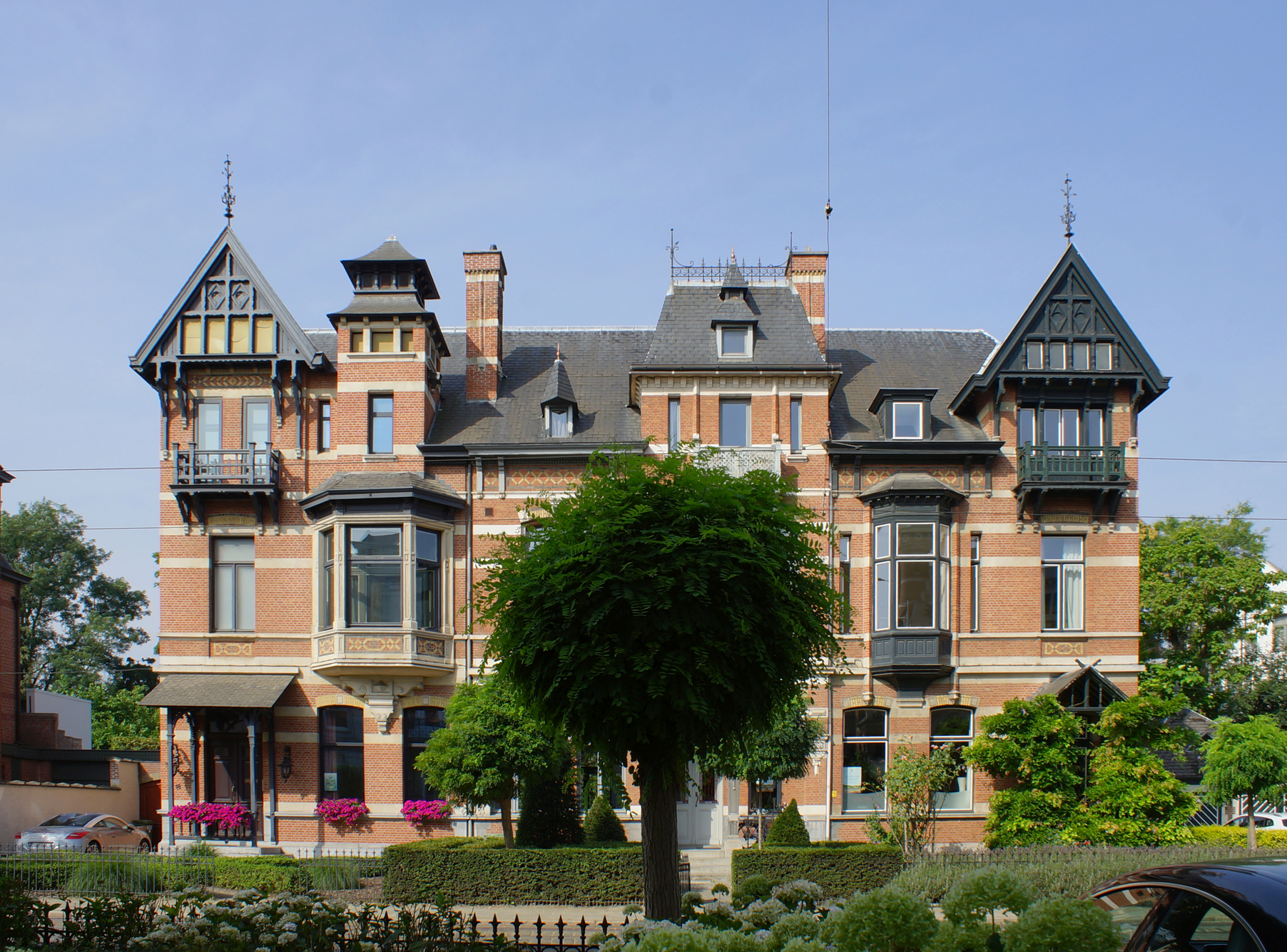
Berchem (Antwerpen). Wijk Zurenborg. Cogels-Osylei 18, 16 & 14, gebouwd met Anglo-Normadische invloed. Bouwkundig Erfgoed nummer 11093.

Samen met zijn broer Leonard ontwikkelde Henri Blomme de volgende gebouwen:
- Antwerpen:
  - Jongensweeshuis in de Durletstraat: een groot complex in Vlaamse neorenaissancestijl, met lange rijkelijk versierde voorgevel, met achteraan een binnenkoer (1881).
  - Stapelplaats van de Brouwerij Brys in de "de Burburestraat" (1883).
  - Pastorie van de Sint-Willibrorduskerk (Kerkstraat) in neorenaissancestijl (1888).
  - Wijk Zurenborg (Berchem, Antwerpen): verscheidene woningen met Anglo-Normadische invloed (1892-1895).
- Borgerhout, Moorkensplein 1: gemeentehuis (thans districtshuis), een monumentaal gebouw in baksteen met verfraaiingen in natuursteen, met een zeer rijk interieur (trappen, schouwen, lambrisering, parket, plafonds, ...) (1886).
- Ekeren, Hof van Delftlaan: Hof van Delft (Laarkasteel). In de volksmond gekend als Sint-Lucaskliniek. Wegens hoge renovatiekosten gesloopt in 2016, met uitzondering van de toren die behouden bleef.
- Koningshooikt: Tallaerthof (ook genoemd: Kasteel Bayens) (1905). Tijdens de Eerste Wereldoorlog vernield maar nadien (in gewijzigde vorm) weder opgebouwd.

- International Standard Name Identifier: 0000 0000 4939 6043
- Library of Congress Control Number: nr96030292
- Virtual International Authority File: 51590135
- WorldCat: E39PBJfrMcYdXB9c3hGDXRcMfq